# Seryjne morderstwa z Ipswich
Seryjne morderstwa w Ipswich – wydarzyły się między 30 października a 10 grudnia 2006 roku, kiedy w różnych miejscach niedaleko miasta Ipswich w angielskim hrabstwie Suffolk znaleziono ciała pięciu zamordowanych kobiet. Wszystkie ofiary były miejscowymi prostytutkami. Ciała były nagie, ale nie było na nich śladów molestowania seksualnego. U dwóch ofiar, Anneli Alderton i Pauli Clenell, potwierdzoną przyczyną zgonu było uduszenie. Nie ustalono przyczyn śmierci pozostałych ofiar: Gemmy Adams, Tani Nicol i Annette Nicholls.
Policja z Suffolku dostrzegła powiązania pomiędzy zabójstwami i rozpoczęła śledztwo w sprawie morderstw o kryptonimie „Operacja Sumak” (Operation Sumac). Ponieważ śledztwo było bardzo rozbudowane, zaangażowano w nie także funkcjonariuszy z innych oddziałów policyjnych. W związku z morderstwami aresztowano dwie osoby, ale pierwszy podejrzany, którego imienia policja oficjalnie nawet nie ujawniła, został zwolniony z aresztu i nie przedstawiono mu zarzutów. Steve Gerald James Wright, czterdziestoośmioletni operator wózka widłowego, został aresztowany 19 grudnia 2006 roku, a 21 grudnia oskarżono go o zabójstwo pięciu kobiet.
Wright pozostał w areszcie, a jego proces rozpoczął się 14 stycznia 2008 roku w Sądzie Koronnym w Ipswich. Nie przyznał się do stawianych mu zarzutów, choć potwierdził, że współżył z każdą z pięciu ofiar i że korzystał z usług prostytutek od lat osiemdziesiątych. Przedstawione sądowi próbki DNA i włókien materiałów łączyły Wrighta ze sprawą morderstw. Uznano go winnym wszystkich pięciu zabójstw 21 lutego 2008 roku i następnego dnia wymierzono mu karę dożywotniego pozbawienia wolności z zastrzeżeniem, że nie powinien nigdy zostać zwolniony.
Morderstwa wzbudziły znaczne zainteresowanie mediów zarówno krajowych, jak i zagranicznych. Prasa często porównywała zabójstwa z Ipswich do popełnionych przez Petera Sutcliffe’a, znanego jako Rozpruwacz z Yorkshire, który w latach 1975–1981 zamordował trzynaście kobiet i zaatakował kolejne siedem. Były to w większości prostytutki. Pojawiły się obawy, że tak liczne wówczas relacje medialne mogą zagrażać przyszłym procesom. Morderstwa wywołały także debaty medialne na temat praw regulujących prostytucję.

## Śledztwo

Dokładne położenie ciał w chwili odnalezienia. Wszystkie znaleziono w różnych miejscach niedaleko Ipswich.

2 grudnia 2006 roku przypadkowa osoba znalazła zwłoki młodej kobiety w strumieniu Belstead Brook u podnóża Thorpe’s Hill, niedaleko wsi Hintlesham. Ciało, które zidentyfikowano później jako dwudziestopięcioletnią Gemmę Adams, nie miało śladów świadczących o napaści na tle seksualnym. Sześć dni później, 8 grudnia, w rzece niedaleko młyna Copdock Mill, tuż obok Ipswich, znaleziono ciało dziewiętnastoletniej Tani Nicol, przyjaciółki Gemmy Adams, która zaginęła 30 października. Po raz kolejny nie znaleziono dowodów molestowania seksualnego. 10 grudnia w lasach przy drodze A14 niedaleko wsi Nacton przypadkowo natrafiono na ciało kolejnej ofiary, które zidentyfikowano potem jako dwudziestoczteroletnią Anneli Alderton. Według oświadczenia policji została uduszona i w czasie śmierci była w około trzecim miesiącu ciąży. Podczas konferencji prasowej policja ostrzegła kobiety, by nie zbliżały się do dzielnica czerwonych latarni w Ipswich. 12 grudnia policja z Suffolku ogłosiła, że odnaleziono ciała kolejnych dwóch kobiet. 14 grudnia potwierdzono tożsamość jednej z ofiar – była to dwudziestoczteroletnia Paula Clenell, która zaginęła 10 grudnia, a ostatni raz była widziana w Ipswich. Według policji z Suffolku Clenell zmarła w wyniku „zaciśnięcia gardła”. 15 grudnia policja potwierdziła, że drugie ciało należało do dwudziestodziewięcioletniej Annette Nicholls, która zaginęła 5 grudnia. Zwłoki Clennell i Nicholls znaleziono w Nactonie, niedaleko zjazdu z drogi A1156 koło wsi Levington, tuż obok miejsca, w którym znaleziono ciało Alderton. Przypadkowa osoba zauważyła ciało z głównej drogi, znajdujące się w odległości sześciu metrów, a śmigłowiec policyjny wysłany we wskazane miejsce odnalazł także leżące niedaleko zwłoki Nicholls.

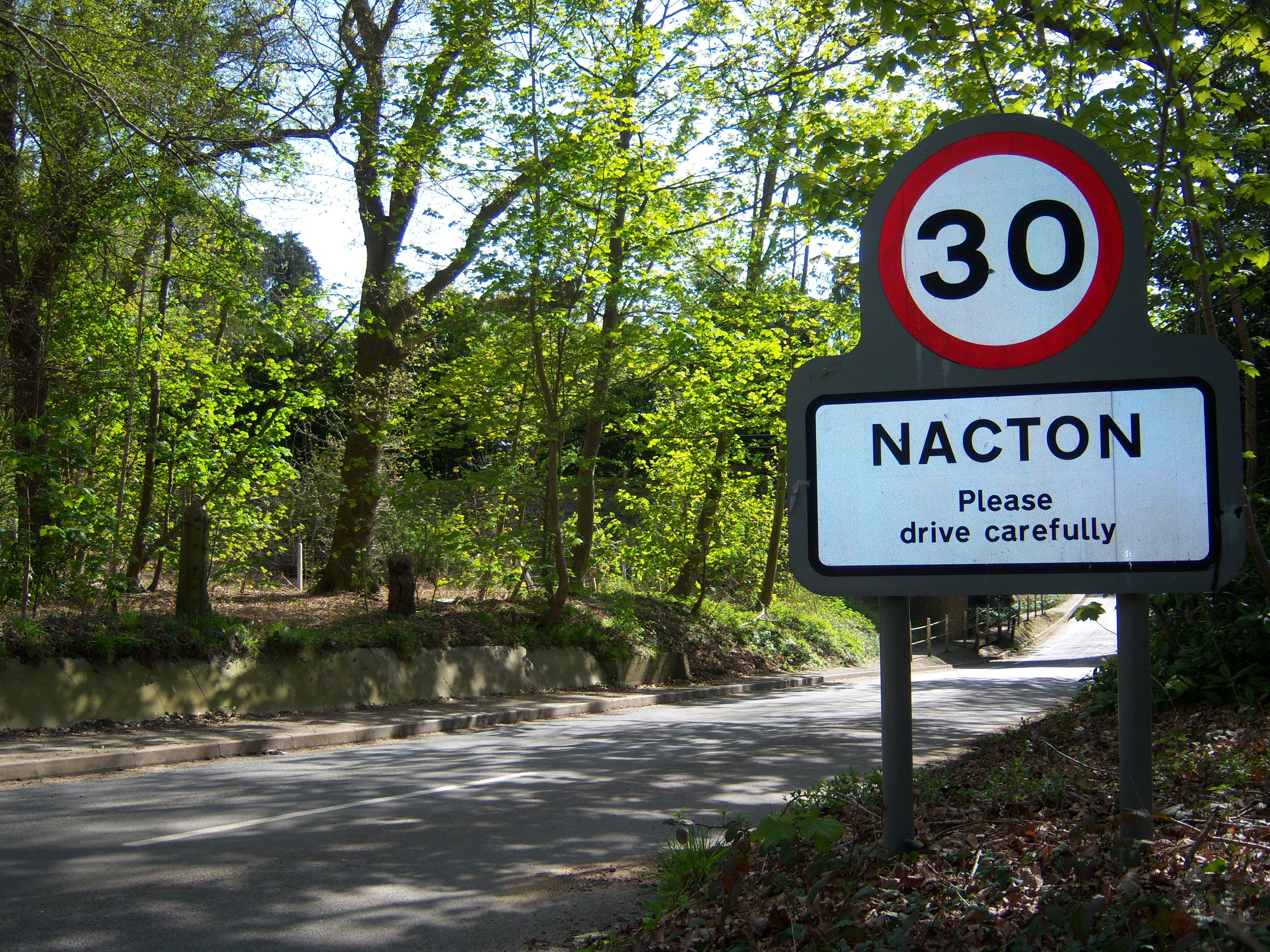
Wieś Nacton, niedaleko miejsca, w którym znaleziono ciało Anneli Alderton.

Policja z Suffolku powiązała wszystkie pięć zabójstw i wszczęła w ich sprawie śledztwo, któremu nadano kryptonim „Operacja Sumak”. Szef policji Alastair McWhirter przyznał, że policja z Suffolku uzależniona będzie od wsparcia zewnętrznego w związku z rozmiarem dochodzenia. Pojawiły się informacje, że starszy śledczy z policji metropolitarnej w Londynie, komendant Dave Johnston, został oddelegowany ze Scotland Yardu do ekipy śledczej w charakterze doradcy. Śledztwo prowadził nadinspektor służby kryminalnej Stewart Gull.
Podczas konferencji prasowych w dniach 13 i 14 grudnia nadinspektor Gull ujawnił, że według policji miejsca, w których znaleziono wszystkie zwłoki, nie były miejscami morderstw, a jedynie „miejscami złożenia ciał”. Tym samym dał do zrozumienia, że ofiary zabito gdzieś indziej i przewieziono do miejsc, w których je później odnaleziono. Nie odniósł się jednak w żaden sposób do tego, gdzie kobiety mogły zostać zamordowane. Nadinspektor Gull wyjawił także, że niektóre elementy ubioru ofiar, takie jak torebka czy kurtka, zostały zabrane i poddane ekspertyzom zakładu medycyny sądowej, aby ustalić, czy należały do zamordowanych kobiet.
Podczas kolejnych konferencji prasowych nadinspektor Gull podał, że w dochodzeniu brało udział ponad 300 funkcjonariuszy policji, a każdego dnia detektywi odbierali od 400 do 450 połączeń telefonicznych.
15 grudnia na witrynie internetowej policji z Suffolku pojawiła się informacja, że z policją nawiązano ponad 7300 połączeń telefonicznych dotyczących morderstw i że w sprawach brało udział ponad 300 policjantów, wspieranych przez przynajmniej dwadzieścia pięć innych oddziałów policyjnych. Według danych z 18 grudnia liczba policjantów biorących udział w dochodzeniu wzrosła do 650, wliczając w to 350 funkcjonariuszy z czterdziestu innych sił policyjnych, którzy pomagali w śledztwie. Do około 10 000 zwiększyła się także liczba odebranych połączeń mających związek ze sprawą.

## Ofiary

### Tania Nicol
Dziewiętnastoletnia Tania Nicol z Ipswich była najmłodszą i pierwszą z ofiar, którą uznano za zaginioną. Zaginęła 30 października, a czterdzieści osiem godzin później jej matka zgłosiła zniknięcie córki. Jej ciało 8 grudnia w rzece przy Copdock Mill znaleźli policyjni nurkowie. Nie było na nim śladów molestowania seksualnego, a podczas sekcji zwłok nie udało się ustalić dokładnej przyczyny śmierci. Nicol uczęszczała do państwowej szkoły średniej w Chantry (Chantry High School). W wieku szesnastu lat przeprowadziła się do hostelu, gdzie zaczęła zażywać heroinę, a niedługo potem została prostytutką, dzięki czemu finansowała uzależnienie od heroiny i kokainy. Z początku pracowała w salonach masażu, w jednym przyjąwszy pseudonim Chantelle, ale wkrótce została zwolniona ze względu na domniemane zażywanie narkotyków. Jej matka nie zdawała sobie sprawy z tego, że córka się prostytuuje; myślała, że pracuje w barze lub jako fryzjerka.

### Gemma Adams
Dwudziestopięcioletnia Gemma Rose Adams, urodzona w Kesgrave, ostatni raz widziana była niedaleko salonu BMW na West End Road w Ipswich, gdzie mieszkała. Zaginęła 15 listopada około 1:15 (UTC). Jej zaginięcie tego samego dnia zgłosił jej partner Joe Simpson, z którym była związana od dziesięciu lat. Ciało Adams, znalezione jako pierwsze, zauważono 2 grudnia w rzece niedaleko wsi Hintlesham. Było nagie, lecz nie nosiło śladów wskazujących na napaść na tle seksualnym. Adams jako dziecko była bardzo lubiana, pochodziła z rodziny należącej do klasy średniej i uwielbiała zwierzęta, lecz jako nastolatka zaczęła brać narkotyki i uzależniła się od heroiny. Została prostytutką, by opłacić koszty związane z uzależnieniem, które doprowadziło ją także do utraty pracy w branży ubezpieczeniowej. Simpson również zażywał w tym czasie heroinę i wiedział, że Gemma pracuje jako prostytutka, choć jej rodzina nie była tego świadoma.

### Anneli Alderton
Dwudziestoczteroletnia Anneli Sarah Alderton, która w czasie morderstwa była we wczesnym stadium ciąży z drugim już dzieckiem, mieszkała w mieście Colchester w hrabstwie Essex. Alderton zaginęła 3 grudnia, a po raz ostatni widziano ją w pociągu, który odjeżdżał o 17:53 z Harwich do Manningtree. Alderton wysiadła z pociągu w Manningtree o 18:15, po czym miała udać się do Ipswich innym pociągiem, przyjeżdżającym na stację o 18:43. Jej ciało znaleziono 10 grudnia niedaleko Nactonu, w lesie naprzeciw Amberfield School. Alderton została uduszona, a jej nagie ciało ułożono na kształt krzyża. Sekcja zwłok wykazała u Alderton także ciążę, o której policja poinformowała w pierwszej kolejności rodzinę zmarłej. W 1992 roku, po rozstaniu rodziców, Anneli przeprowadziła się z matką, Maire Alderton, na Cypr, lecz w 1997 roku obie wróciły do Ipswich. Alderton poszła do szkoły średniej na Copleston Road (Copleston High School), gdzie zdała wszystkie egzaminy z dobrymi wynikami. W wieku szesnastu lat, na krótko po tym, jak w 1998 roku jej ojciec zmarł na raka płuc, Anneli uzależniła się od narkotyków.

### Annette Nicholls
Dwudziestodziewięcioletnia Annette Nicholls z Ipswich, która także miała już jedno dziecko, z początku uznawana była za zaginioną od 4 grudnia, ale na rozprawie sądowej ujawniono, że ostatni raz widziano ją w centrum Ipswich 8 grudnia. Jej krewni zgłosili zaginięcie Annette, kiedy zaniepokoiły ich wiadomości o innych morderstwach. Ciało kobiety znaleziono 12 grudnia niedaleko Levingtonu. Podobnie jak zwłoki Alderton, ciało Nicholls było nagie i ułożone w formie krzyża, lecz nie nosiło śladów molestowania seksualnego. Nie udało się ustalić konkretnej przyczyny śmierci, ale wiadomo, że kobiecie uniemożliwiono oddychanie. Nicholls była najstarszą z ofiar. Niedługo po ukończeniu w 2002 roku kursu kosmetyczki na Szkole Wyższej w Suffolku (Suffolk College) uzależniła się od narkotyków. Wkrótce zaczęła pracować jako prostytutka, żeby mieć pieniądze na narkotyki. Tuż po przeprowadzce z domu komunalnego do spółdzielczego mieszkania Nicholls poprosiła swą matkę Rosemary o opiekę nad synem Farronem. Uważano, że w chwili śmierci spędzała w Ipswich czas z jakimś mężczyzną.

### Paula Clennell
Dwudziestoczteroletnia Paula Lucille Clennell z Ipswich, urodzona w Northumberlandzie, zaginęła 10 grudnia około godziny 00:20 w Ipswich. Jej ciało, podobnie jak ciało Annette Nicholls, znaleziono 12 grudnia niedaleko Levingtonu. Zwłoki Clennell także były nagie i nie nosiły śladów molestowania seksualnego, a sekcja zwłok wykazała śmierć z powodu zaciśnięcia gardła. Przed śmiercią Clennell udzieliła w programie telewizyjnym Anglia News wywiadu, w którym komentowała ówczesne morderstwa. Stwierdziła, że choć sprawiają, że „boi się wsiadać do cudzych samochodów”, musi kontynuować pracę, bo „potrzebuje pieniędzy”. Dziesięć lat przed śmiercią, po tym, jak rozpadło się małżeństwo jej rodziców, Clennell przeprowadziła się do Anglii Wschodniej. Kobieta miała troje dzieci z Eltonem Norrisem, które oddano do domu dziecka i do adopcji z powodu narkomanii matki. Sama Clennell przebywała w dzieciństwie w specjalnym ośrodku oświatowym, a niedługo potem zaczęła zażywać narkotyki.
| Ofiara           | Wiek    | Data znalezienia ciała | Miejsce znalezienia ciała | Ustalona przyczyna śmierci | Uwagi dotyczące ciała                                                        | Prostytutka | Uzależniona od narkotyków |
| ---------------- | ------- | ---------------------- | ------------------------- | -------------------------- | ---------------------------------------------------------------------------- | ----------- | ------------------------- |
| Tania Nicol      | 19 lat  | 8 grudnia              | Okolice Copdocku          | Brak                       | Ciało nagie, brak śladów molestowania seksualnego                            | Tak         | Tak                       |
| Gemma Adams      | 25 lat  | 2 grudnia              | Okolice Hintlesham        | Brak                       | Ciało nagie, brak śladów molestowania seksualnego                            | Tak         | Tak                       |
| Anneli Alderton  | 24 lata | 10 grudnia             | Okolice Nactonu           | Uduszenie                  | Ciało nagie, ułożone na kształt krzyża, brak śladów molestowania seksualnego | Tak         | Tak                       |
| Annette Nicholls | 29 lat  | 12 grudnia             | Okolice Levingtonu        | Brak                       | Ciało nagie, ułożone na kształt krzyża, brak śladów molestowania seksualnego | Tak         | Tak                       |
| Paula Clennell   | 24 lata | 12 grudnia             | Okolice Levingtonu        | Uduszenie                  | Ciało nagie, brak śladów molestowania seksualnego                            | Tak         | Tak                       |

## Aresztowanie podejrzanych

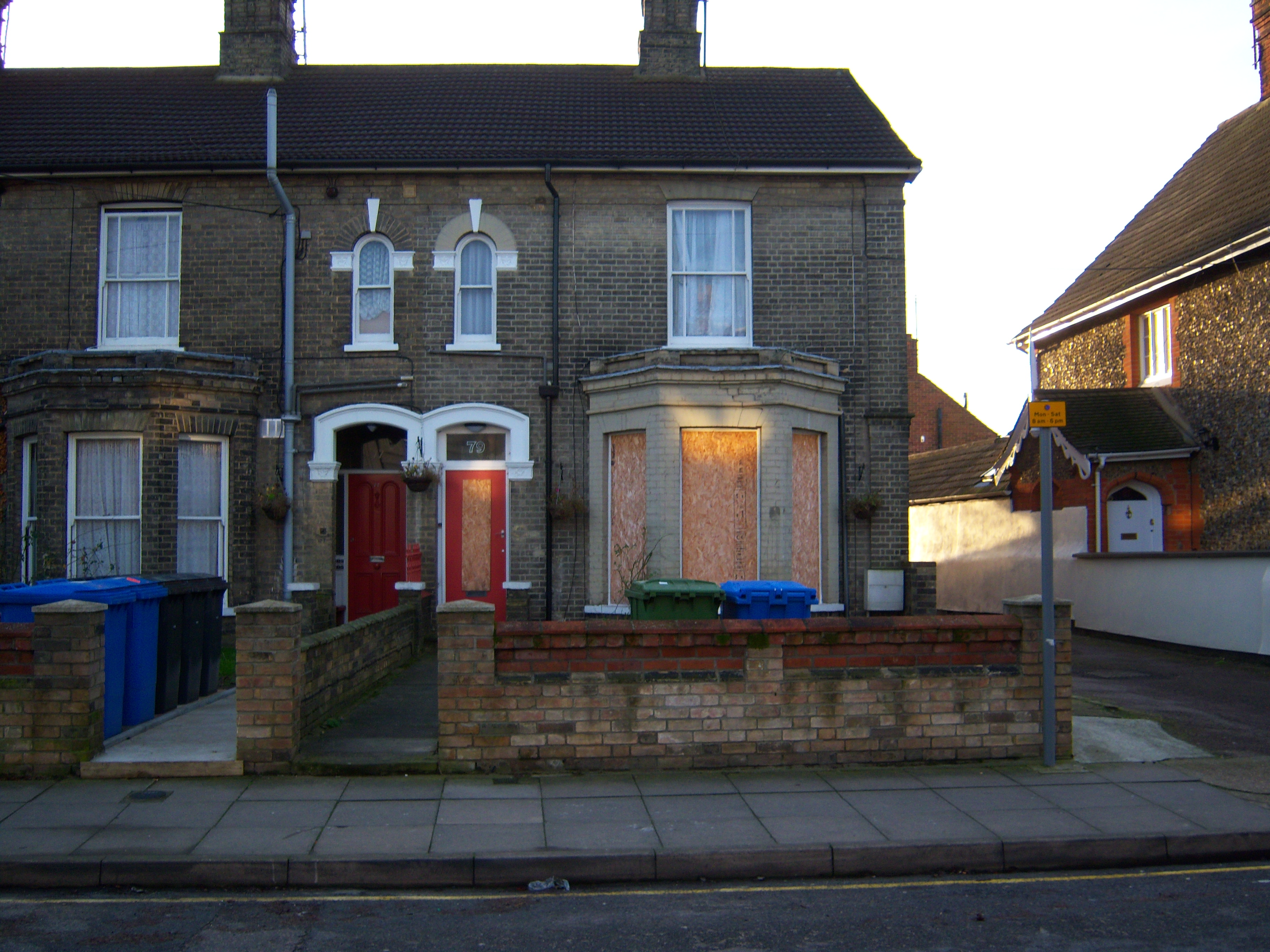
Wynajmowane przez Wrighta mieszkanie na London Road 79 w Ipswich. Od momentu jego aresztowania do lutego 2009 roku stało puste.

18 grudnia 2006 roku policja z Suffolka poinformowała o aresztowaniu trzydziestosiedmioletniego mężczyzny pod zarzutem zamordowania wszystkich pięciu kobiet. Zatrzymano go o 7:20 w domu we wsi Trimley St. Martin, położonej niedaleko Felixstowe w Suffolku. Decyzją sądu pokoju przedłużono areszt podejrzanego o kolejne dwadzieścia cztery godziny do maksymalnej liczby dziewięćdziesięciu sześciu godzin, dozwolonej przez angielskie prawo. 19 grudnia o 5:00 policja pod zarzutem morderstwa aresztowała kolejnego podejrzanego, czterdziestoośmioletniego mężczyznę zamieszkałego w Ipswich. Następnego dnia, 20 grudnia, policji przyznano dodatkowe trzydzieści sześć godzin na przesłuchanie w areszcie drugiego mężczyzny. 21 grudnia nadinspektor Gull i Michael Crimp, starszy prokurator z Koronnej Służby Prokuratorskiej, wydali wspólne oświadczenie, w którym stwierdzili, że podejrzany zidentyfikowany jako Steve Wright został oskarżony o morderstwa pięciu kobiet. Policja poinformowała, że pierwszy podejrzany, którego nazwiska nigdy oficjalnie nie podano, został zwolniony z aresztu za kaucją. Unieważniono ją jednak 6 czerwca 2007 roku, ponieważ nie planowano już żadnego śledztwa przeciwko temu mężczyźnie.

## Stawiennictwo w sądzie
Wright stanął przed sądem pokoju w Ipswich 22 grudnia 2006 roku, po czym zatrzymano go w areszcie. 2 stycznia 2007 roku stawił się przed Sądem Koronnym w Ipswich, a następnie pozostał w areszcie, by 1 maja po raz kolejny stanąć przed sądem. W czasie tego posiedzenia sądu oficjalnie nie przyznał się do winy. W lipcu 2007 roku Wright zjawił się na posiedzeniu przedprocesowym w Londynie, gdzie ogłoszono, że proces rozpocznie się 14 stycznia 2008 roku.

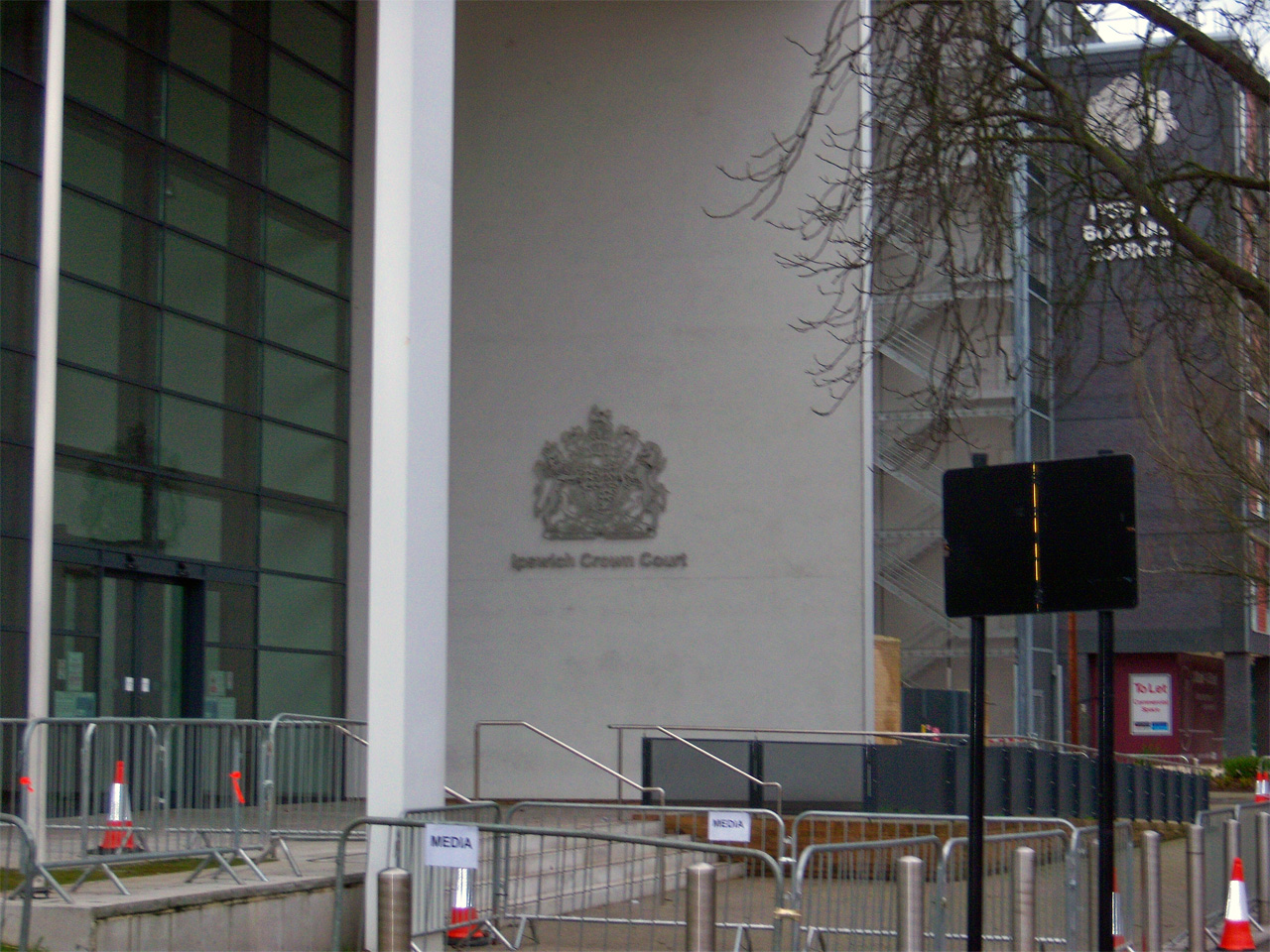
Sąd Koronny w Ipswich z obszarem wydzielonym dla mediów specjalnie na potrzeby sprawy sądowej. Telewizja Sky News przygotowała też dodatkowe pomieszczenie na dachu pobliskiego budynku.

14 stycznia 2008 roku Wright stawił się przed Sądem Koronnym w Ipswich, gdzie przedstawiono mu akt oskarżenia, ale sam proces rozpoczął się dopiero 16 stycznia. Sąd wysłuchał, jak ciała dwóch kobiet, Anneli Alderton i Annette Nicholls, zostały celowo ułożone na kształt krzyża, a ślady DNA u trzech ofiar i włókna na znalezionych ciałach udowodniły ich powiązanie ze Steve’em Wrightem. Obrona argumentowała, że Wright często korzystał z usług prostytutek, a z wszystkimi ofiarami odbył stosunek seksualny, wyjąwszy Tanię Nichols, którą zabrał do samochodu z zamiarem skorzystania z jej usług. Zmienił jednak najwidoczniej zdanie i wysadził ją z powrotem w dzielnicy prostytucji w Ipswich. Ten opis przeczył wcześniejszym zeznaniom Wrighta, który zatrzymany wczesnym rankiem przez policję w opisywanej dzielnicy dał funkcjonariuszom do zrozumienia, że nie zdaje sobie sprawy, że znajduje się w dzielnicy domów publicznych i że po prostu objeżdżał okolicę, bo nie mógł spać. Wynajmowane wówczas przez Wrighta mieszkanie znajduje się na obrzeżach dzielnicy prostytucji.
21 stycznia sędziowie przysięgli udali się do konkretnych miejsc związanych ze sprawą, w tym do miejsc znalezienia zwłok i do mieszkania Wrighta, które obejrzeli tylko z zewnątrz.
Podczas procesu adwokat królewski oskarżyciel Peter Wright zasugerował, że Steve Wright mógł z kimś współpracować, ponieważ zwłoki Anneli Alderton zostały znalezione z dala od drogi, a nie znaleziono żadnych dowodów świadczących o tym, że przeniosła je tylko jedna osoba.

### Ława przysięgłych
Uczestnicząca w procesie ława przysięgłych była drugim zespołem sędziów wybranych do tej sprawy, ponieważ w pierwotnej grupie stan zdrowia jednego z przysięgłych mógł uniemożliwić kontynuację procesu. Ława przysięgłych składała się z dziewięciu mężczyzn i trzech kobiet. Wszyscy kandydaci na sędziów przysięgłych musieli wypełnić kwestionariusz, w którym odpowiadali na pytanie, czy znali którąkolwiek z ofiar, świadków lub samego podejrzanego. Sędzia zabronił ławie przysięgłych prowadzenia indywidualnych dochodzeń w sprawie lub pozyskiwania informacji od mediów. Kiedy nadszedł czas na zebranie dowodów, sędzia Gross poprosił przysięgłych o brak zaangażowania emocjonalnego, mówiąc:

Strata tych pięciu młodych kobiet jest bez wątpienia tragedią. Prawdopodobnie współczujecie zmarłym i ich rodzinom. Wasze współczucie… nie może wpłynąć na waszą bezstronność... Możliwe, że patrzycie na styl życia tych osób z niesmakiem... Jakiekolwiek brały narkotyki, jakąkolwiek pracę wykonywały, nikt nie miał prawa ich skrzywdzić, a tym bardziej ich zabić.

### Wyrok

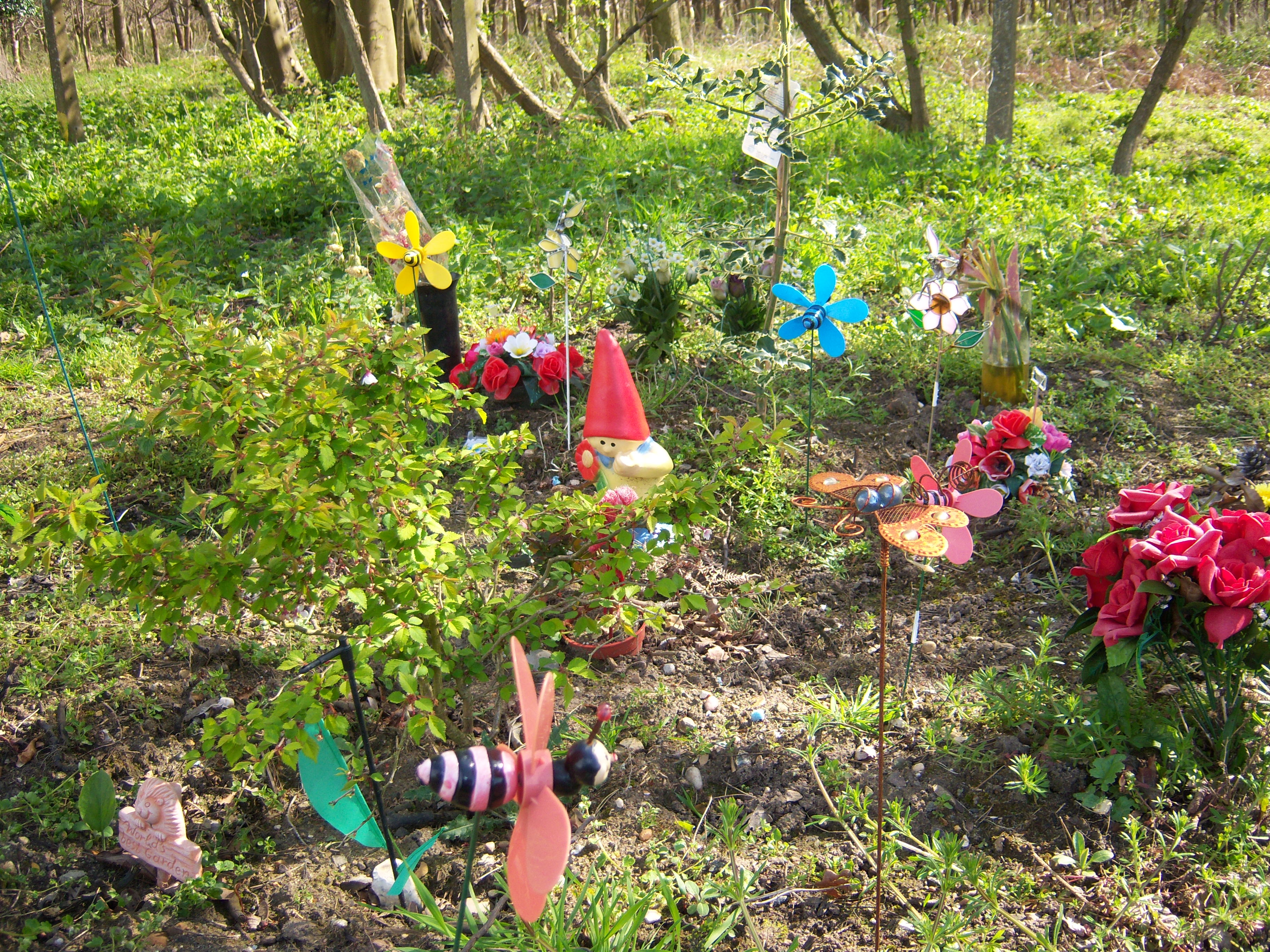
Miejsce upamiętniające ofiary niedaleko lokalizacji, w których znaleziono ciała Pauli Clennell i Annette Nichols.

21 lutego 2008 roku po ośmiogodzinnych obradach ława przysięgłych wydała jednomyślny wyrok skazujący Steve’a Wrighta za każde z pięciu morderstw. Uznano go winnym zabójstwa, za które przewiduje się automatycznie karę dożywotniego pozbawienia wolności, choć sędzia mógł zdecydować, czy Wrightowi zostanie przyznane w którymkolwiek momencie zwolnienie warunkowe. Oskarżyciel utrzymywał, że Wright powinien aż do śmierci pozostać w więzieniu i nigdy nie być z niego zwolnionym. W związku z tym 22 lutego 2008 roku Wright został skazany na dożywotnie pozbawienie wolności, a sędzia Gross uznał, że „dożywocie” powinno naprawdę oznaczać pozbawienie wolności do końca życia, ponieważ morderstwa popełnione przez Wrighta wymagały „premedytacji i dużej ilości planowania”.
Po wydanym wyroku krewni ofiar dziękowali policji za ich starania w wyjaśnianiu zbrodni, choć niektórzy uważali, że dożywotnie pozbawienie wolności to za mało (nawet jeśli Wright miał ostatecznie w więzieniu umrzeć) i że morderca zasłużył na karę śmierci. Craig Bradshaw, szwagier Pauli Clenell, stwierdził:

Dzisiaj, kiedy sprawa wreszcie dobiegła końca, chcielibyśmy przyznać, że faktycznie sprawiedliwości stało się zadość. Obawiamy się jednak, że podczas gdy życie pięciu młodych kobiet zostało brutalnie zakończone, winna temu osoba będzie miała zapewnione ciepło, wyżywienie i ochronę. W żadnym razie sprawiedliwości nie stało się zadość. Te zbrodnie zasługują na ostateczną karę, a to może oznaczać tylko jedno. Podczas gdy córkę i pozostałe ofiary odarto z podstawowych praw człowieka, prawa odpowiedzialnego za to potwora będą strzeżone przez aktualny porządek ogromnym kosztem z kieszeni podatników tego kraju i kosztem cierpienia rodzin pogrążonych w żałobie.

Jednak pozostali członkowie rodzin zdawali się usatysfakcjonowani wyrokiem. Ojciec Gemmy Adams powiedział:

W imieniu wszystkich rodzin wyrażam ulgę i satysfakcję, że nareszcie się to skończyło i że możemy żyć dalej.

Premier Gordon Brown pochwalił „profesjonalizm i oddanie” policji i oskarżycieli pracujących nad sprawą, która według niego była też dowodem na korzyści płynące z użycia narodowej bazy danych DNA.

## Biografia Steve’a Wrighta
Steve Gerald James Wright urodził się we wsi Erpingham w Norfolku w kwietniu 1958 roku. Po ukończeniu szkoły Wright wstąpił do Brytyjskiej Marynarki Handlowej. W 1978 roku ożenił się, a niedługo potem urodził mu się syn. Małżeństwo jednak skończyło się rozwodem. W 1987 roku ożenił się z kolejną kobietą, jednak w 1988 roku para się rozeszła, a potem rozwiodła. Wright pracował w porcie, potem jako steward na statku Queen Elizabeth 2, jako kierowca ciężarówki, barman, a tuż przed aresztowaniem – jako operator wózka widłowego. W 1992 roku ponownie został ojcem, ale dziecko urodziło się z innego związku. Wright popadł w znaczne długi głównie z powodu hazardu, a w 2008 roku ogłoszono jego bankructwo. Dwukrotnie próbował popełnić samobójstwo, wpierw poprzez zaczadzenie, a w 2000 roku – przez przedawkowanie. Wright poznał swoją ostatnią partnerkę Pamelę Wright (zbieżność nazwisk przypadkowa) w 2001 roku w Felixstowe. W 2004 roku przeprowadzili się razem do domu w Ipswich. Wright zawsze przyznawał się do tego, że korzystał z usług prostytutek: pierwszy raz w Marynarce Handlowej, a potem stale w ciągu swojego życia.
Trwają śledztwa w sprawie innych przestępstw, w które zaangażowany mógł być Wright, włączając w to możliwość udziału w zaginięciu Suzy Lamplugh. Jednak policja metropolitarna stwierdziła, że nie jest to zbyt pewny trop.

## Zainteresowanie mediów
Morderstwa były porównywane do tych popełnionych w północnej Anglii w latach 1975–1980 przez Petera Sutcliffe’a, Rozpruwacza z Yorkshire, którego skazano za zabicie trzynastu kobiet i zranienie kolejnych siedmiu, w większości prostytutek. Media przyrównywały Wrighta także do Kuby Rozpruwacza. Ten cieszący się złą sławą seryjny morderca wiktoriański także wybierał sobie na ofiary prostytutki.
Podobnie jak w przypadku innych seryjnych morderców, począwszy od Kuby Rozpruwacza, tak i tym razem media próbowały nazwać w pewien sposób domniemanego zabójcę, podczas opisywania sprawy używając między innymi tytułu „Dusiciel z Suffolka”.
Za informacje o mordercy miejscowa firma Call Connection zaoferowała wstępnie 25 000 funtów brytyjskich, a następnie zwiększyła nagrodę do 50 000 GBP. Wkrótce również brytyjska gazeta News of the World zaproponowała 250 000 GBP za wskazówki, które doprowadziłyby do aresztowania i skazania zabójcy, co zwiększyło łączną pulę nagrody do 300 000 GBP.

### Zaniepokojenie doniesieniami z mediów
21 grudnia 2006 roku ówczesny prokurator generalny Peter Goldsmith udzielił mediom wskazówek po tym, jak policja z Suffolka wyraziła swoje zaniepokojenie doniesieniami medialnymi i prawdopodobnymi utrudnieniami w przyszłym procesie. Lord Goldsmith nalegał, aby dziennikarze zachowali powściągliwość w doniesieniach o dwóch zatrzymanych podejrzanych z obawy przed utrudnianiem możliwego procesu. Starszy prokurator biorący udział w sprawie, Michael Crimp, także wyraził obawy co do wiadomości medialnych, które mogłyby zagrozić rozprawie sądowej, mówiąc:

Steve Wright jest oskarżony o te zbrodnie i ma prawo do sprawiedliwego procesu przed obliczem sędziego. Niezwykle ważne jest, by media informujące o sprawie były odpowiedzialne, dzięki czemu nie utrudnią właściwej procedury prawnej.

### Media o sprawach powiązanych z morderstwem
Morderstwa na nowo zwróciły uwagę prasy na wiele kontrowersyjnych kwestii w brytyjskiej polityce.
Pierwszą była sprawa prostytucji w Wielkiej Brytanii. Morderstwa uwydatniły wielkie niebezpieczeństwa, na jakie narażone są prostytutki. Podkreśliły także bierność rządu, który z jednej strony nie zaostrzał kar, dzięki czemu można by ograniczyć prostytucję na ulicach, nie zmierzał ku legalizacji domów publicznych, ani nie podejmował żadnych innych kroków, by zwiększyć bezpieczeństwo prostytuujących się kobiet. Z drugiej strony nie podjął się też ścigania klientów prostytutek drogą sądową, przez co zmniejszyłby się popyt na tego rodzaju usługi, tak jak ma to miejsce w Szwecji. Zwrócono się raczej w kierunku surowej polityki przeciwnej prostytucji, wymierzonej głównie w osoby korzystające z usług prostytutek. Rząd w pewnym momencie rozważał także legalizację niewielkich domów publicznych, ale porzucił te plany ze względu na obawy, że tego typu działania mogłyby sprowadzić sutenerów i handlarzy narkotykami do dzielnic mieszkaniowych. Zamiast tego prawo dotyczące prostytucji zaostrzono jeszcze bardziej: ustawa z 2009 roku o porządku publicznym i przestępczości (Policing and Crime Act 2009) zabroniła płacić za seks z prostytutką zmuszoną do tego siłą i uściśliła, że osoby dopuszczające się tego typu przestępstwa będą za nie ponosiły całkowitą odpowiedzialność (będzie je można zaskarżać, nawet gdyby nie wiedziały, że kobieta jest zmuszana do świadczenia im usług).
Drugą sprawą, która przykuła uwagę mediów, była narkomania. Rozważano, czy należy ją surowiej karać, czy może zalegalizować z zastrzeżeniem, że narkotyki byłyby dostępne dla zarejestrowanych narkomanów na podstawie okazanej recepty. Wiele prostytutek pracujących w Wielkiej Brytanii na ulicy (dane brytyjskiego Ministerstwa Spraw Wewnętrznych mówią o 95%) nadużywa środków odurzających, a prostytucja jest jednym ze sposobów na opłacanie tego typu uzależnień, widocznym na przykładzie Tani Nicol, ofiary Wrighta.

## Apelacja
19 marca 2008 roku okazało się, że Wright wniesie apelację od wyroku skazującego go za pięć przypadków morderstwa i od zalecenia sędziego, żeby pozostał w zakładzie karnym do końca życia i nigdy nie został zwolniony warunkowo. Wright uważał między innymi, że proces powinien był zostać przeprowadzony w Ipswich, a dowody użyte przeciw niemu nie były wystarczające, by zaświadczyć o jego winie, co pozwoliło mu na wniesienie apelacji. Wright miał napisać do sądu apelacyjnego te słowa: „Każda z tych pięciu kobiet została rozebrana do naga z odzieży i biżuterii, przy żadnej nie zostawiono telefonu i torebki, a w moim domu i samochodzie nie znaleziono żadnych dowodów”. Wright wnioskował również o przyznanie mu nowego adwokata.
Wiadomości o planowanej apelacji wywołały oburzenie wśród osób dotkniętych morderstwami, w tym u ojca ofiary Gemmy Adams, Briana Adamsa, który nadal był przekonany o winie Wrighta i nakazywał mu „przyznać się do winy i skończyć z marnowaniem czasu innych”. Pierwsza apelacja została odrzucona w lipcu 2008 roku.
15 lipca 2008 roku podano, że Steve Wright ponowił swoją apelację od wyroku, którą – według Sądu Królewskiego – miało rozpatrzyć troje sędziów w trakcie jawnego posiedzenia sądu. W lutym 2009 roku poinformowano, że Wright porzucił próby odwoływania się od wyroku, choć niektórzy jego krewni mieli nadzieję, że uda się przekonać Komisję ds. Nadzoru Spraw Kryminalnych (Criminal Cases Review Commission) do zajęcia się tą sprawą.

## Adaptacje
Dział teatralny stacji BBC zlecił scenarzyście Stephenowi Butchardowi przygotowanie sztuki opartej na morderstwach i śledztwie. Trzyczęściową produkcję zatytułowaną Pięć córek  (Five Daughters) zaczęto filmować w listopadzie 2009 roku, a nadano na kanale BBC One w dniach 25–27 kwietnia 2010 roku. Już kilka dni po tym, jak BBC zapowiedziało sztukę, Brian Clennel, ojciec Pauli Clennel, skarżył się, że taka produkcja postawi ofiary w „złym świetle”. Brat Wrighta, David, także ubolewał nad tym, że sztuka może w przyszłości utrudnić ewentualny ponowny proces. Główne role w sztuce zagrali Sarah Lancashire oraz Ian Hart.
Na zlecenie Królewskiego Teatru Narodowego (Royal National Theatre) powstał także musical London Road, przygotowany przez Alecky Blythe i Adama Corka na podstawie wywiadów z ludźmi mieszkającymi w Ipswich przy tej samej ulicy co Steve Wright.